# Eulalia minuta
Eulalia minuta är en ringmaskart som först beskrevs av Grube 1860.  Eulalia minuta ingår i släktet Eulalia och familjen Phyllodocidae. Inga underarter finns listade i Catalogue of Life.